# 龙在桥摩崖石刻
龙在桥摩崖石刻，是位于中国福建省宁德市柘荣县乍洋乡石山村的一个南宋摩崖石刻，2011年7月入选第八批柘荣县文物保护单位。
龙在桥摩崖石刻是古时当地通往长溪县县城（今霞浦县）的必经道路桥梁的石刻画像，刻制于南宋宝庆元年，石刻立面高0.95米、宽0.53米，外边线条框成双坡顶桥廊侧面形状，有三列阴刻的楷书，中间为长宽0.2米的大字“龙在桥”，左列、右列均为8厘米见方的小字，记述建桥的历史。摩崖石刻旁侧有龙在桥遗址，现仅存石墩。